# Grallaria ruficapilla
La pitta formichiera capocastano (Grallaria ruficapilla Lafresnaye, 1842) è un uccello passeriforme appartenente alla famiglia dei Grallaridi.

## Descrizione
Rispetto alle altre specie di pitta formichiera, ha dimensioni intermedie, con una lunghezza media di 18,5 cm. Ha la testa e la nuca rosso-arancio. Il dorso è marrone e la gola è bianca. Il ventre è bianco, ricoperto di striature brune, principalmente sui fianchi. Le zampe sono grigio-blu. Queste caratteristiche rendono gli esemplari della specie facilmente distinguibili quando avvistati.

## Biologia
Sebbene siano timidi e riservati come tutte le Grallaria, gli esemplari appartenenti alla specie si mostrano all'aperto abbastanza spesso, per quanto raramente lontano da un riparo. Questo comportamento si manifesta soprattutto all'alba o subito dopo l'alba. In alcune zone, questa specie si è abituata a essere nutrita con vermi, così favorendone l'osservazione da parte degli appassionati di birdwatching. Il suo richiamo è caratteristico e facilmente udibile nelle zone abitate dalla specie.

## Distribuzione e habitat
Specie endemica della Colombia, dell'Ecuador, del Perù e del Venezuela. I suoi habitat naturali sono le foreste montane tropicali e subtropicali umide, ma si adatta meglio di altre specie della stessa famiglia anche alle foreste degradate. Vive abitualmente tra i 1900 m e i 3100 m di altitudine.